# Sulu (spódnica)

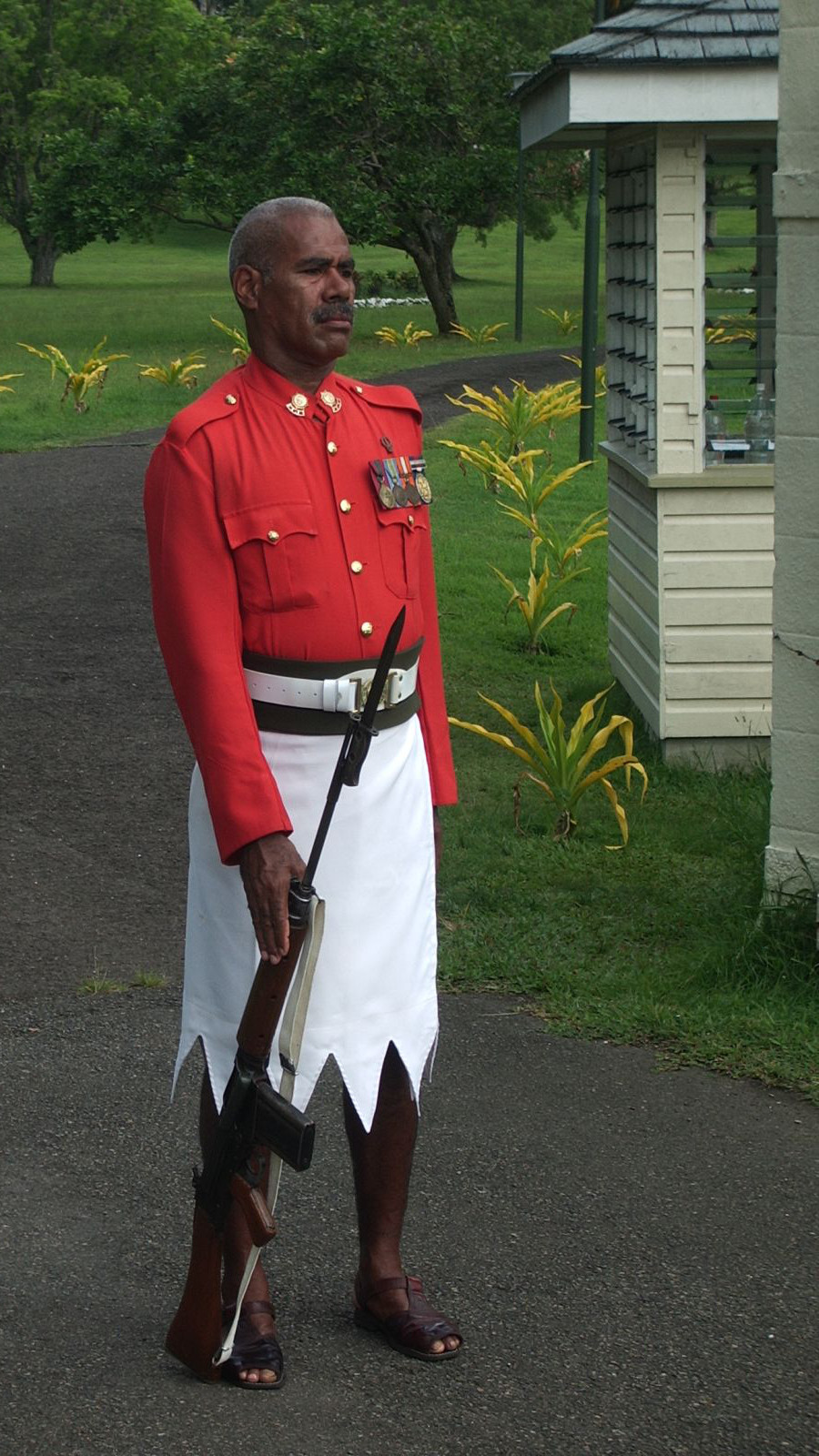
Strażnik pałacu prezydenckiego Fidżi ubrany w sulu

Sulu – rodzaj spódnicy w stylu kilt, noszona zarówno przez kobiety i mężczyzn od czasów kolonizacji Fidżi w XIX wieku. Po raz pierwszy sprowadzona przez misjonarzy przybyłych z Tongi, symbolizowała nawrócenie na chrześcijaństwo. Obecnie uznawana za strój ludowy mieszkańców wysp Fidżi, mimo że przed kolonialne tradycyjne stroje Fidżi składały się z ubrań takich jak malo i liku.
Sulu składa się z prostokątnego materiału o różnej długości, do kolan lub kostki, owiniętego wokół bioder i nóg, tradycyjnie zapinanego na wiązanie wokół talii. Współczesne męskie sulu zapinane są na klamry.
Casualowe sulu kobiece znane jest również jako sulu-i-ra, a dłuższe w wersji eleganckiej sulu jaba. Męskie sulu nazywane jest także sulu vakataga.
Aktualnie sulu jest częścią mundurów policyjnych i wojskowych. Podczas gdy noszenie sulu jest często obowiązkowe dla mieszkańców Fidżi w niektórych formalnych okolicznościach, np. w kościele, ludzi pochodzących spoza Fidżi zniechęca się do noszenia go.